# Frödingshöjd
Frödingshöjd är ett bostadsområde i nordöstra Karlstad i Värmlands län, norr om Kronoparken. Frödingshöjd ligger mellan Campus Futurum till väster och Karlstads universitet till öster. I stadsdelen finns ett antal studentlägenheter. I anslutning norrut finns ett 2,5 km elljusspår samt sjön Alstern.